# داني باتن
داني باتن (بالإنجليزية: Danny Batten)‏ هو لاعب كرة قدم أمريكية أمريكي، ولد في 8 ديسمبر 1987 في غيلبرت في الولايات المتحدة.